# Prvenstvo Jugoslavije u ragbiju 1957.
Prvo prvenstvo Jugoslavije u radbiju je osvojila momčad Jedinstva iz Pančeva. Igrano je po pravilima rugby leaguea.

## Ljestvica
| poz. | klub              | ut. | pob. | rem. | por. | poeni | bod. |
| ---- | ----------------- | --- | ---- | ---- | ---- | ----- | ---- |
| 1.   | Jedinstvo Pančevo | 3   | 3    | 0    | 0    | 41:19 | 6    |
| 2.   | Mladost Zagreb    | 3   | 2    | 0    | 1    | 82:29 | 4    |
| 3.   | Partizan Beograd  | 3   | 1    | 0    | 2    | 30:27 | 2    |
| 4.   | Radnički Beograd  | 3   | 0    | 0    | 3    | 28:96 | 0    |